# Chef de soute

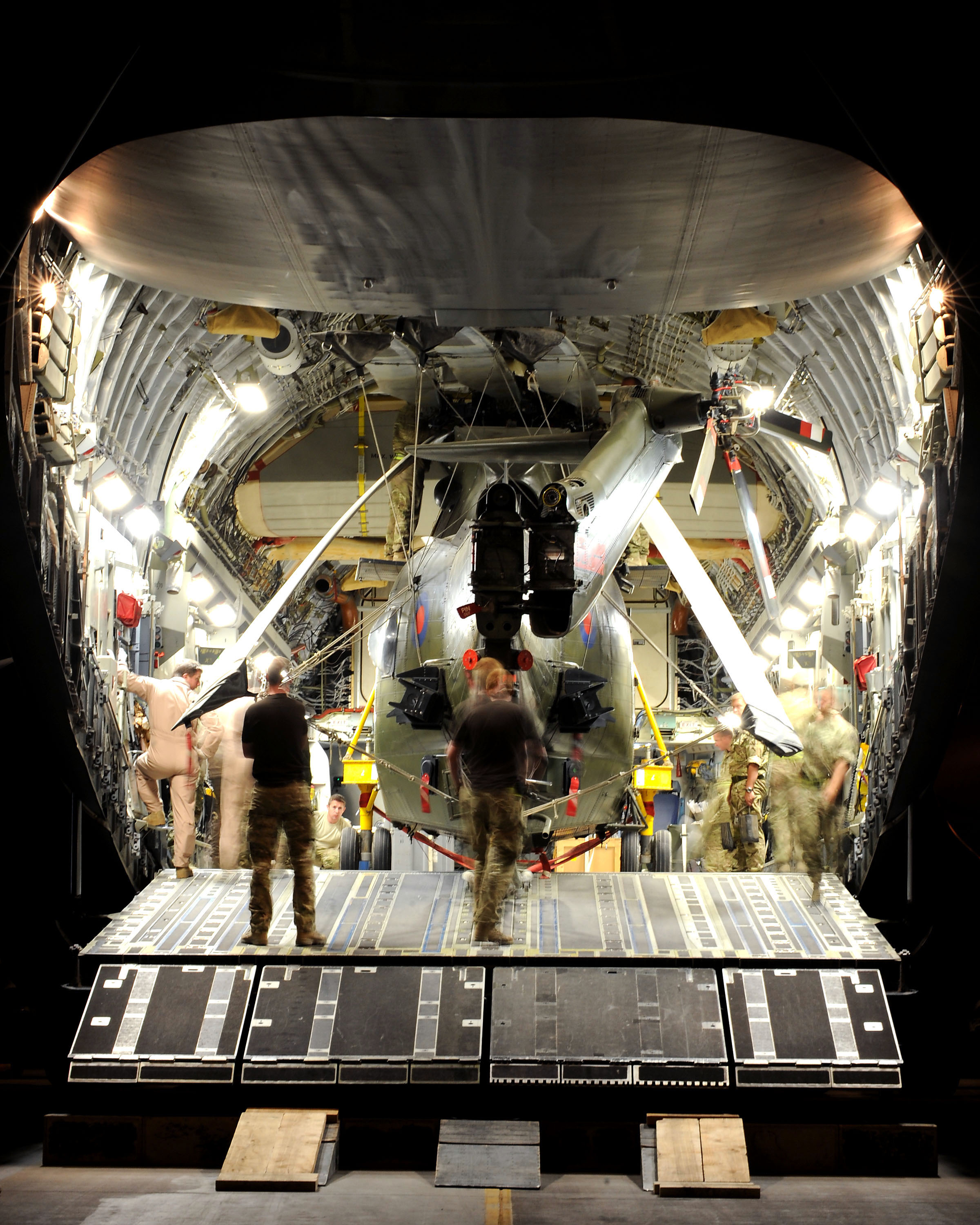
Chef de soute supervisant le chargement d'un hélicoptère dans la soute d'un avion McDonnell Douglas C17.

Le chef de soute (loadmaster en anglais) est un rôle à bord d'un avion de transport militaire ou de fret commercial. Ce membre d'équipage veille sur la manutention de la cargaison, c'est-à-dire son chargement, son déchargement et parfois son largage, en plus de son arrimage et de son bon centrage sur l'aéronef.
À titre d'exemple l'Airbus A400M européen ou le C-160 Transall franco-allemand ont chacun un chef de soute à leur bord.